# Kamenný most v Adaně
Kamenný most v Adaně (turecky Taşköprü) je historický most, který stojí v uvedeném tureckém městě. Překonává řeku Seyhan. Obloukový most byl postaven v 2. století našeho letopočtu Římany. Je dlouhý 310 metrů a má 21 oblouků.

## Provedení mostu
Most byl zbudován z kamenných bloků, využita byla především opuka a mramor. V průběhu staletí byly využívány ještě různé další druhy kamene. Nejpůvodnější je východní část stavby. Most má celkem 21 oblouků, z nichž patnáct je větších, které stavbu podpírají přímo a šest menších odlehčuje most v širokých pilířích. V průběhu staletí byly tři původní oblouky při posouvání břehu zasypány. Mostovka má šírku 11,4 m včetně chodníků, je dlážděná. Na severní straně mostu je umístěn reliéf se lvem u 11. oblouku, dále zde vznikly další vyobrazení především s hvězdami a půlměsíci.

## Historie
Místem, kde vznikl most, probíhala již ve starověku významná silnice. Řeka Seyhan zde představovala přirozenou překážku.
Ještě před Římany zde údajně nechal most postavit chetitský král Chattušiliš I., aby tak umožnil tažení do Sýrie.
Podle názoru orientalisty Victora Langlois most nechal postavit nejspíše římský císař Hadrián v první polovině 2. století. Spousta obdobných staveb totiž byla zrealizována na území dnešní Anatolie v letech 120 až 135, kdy poloostrov navštívil. Na mostě se měl nacházet údajně nápis s Hadrianovým jménem. Podle jiné teorie most vznikl až v 4. století n. l. a navrhl jej římský architekt Auxentius. To dokládá starořecká deska z kostela z Adany, která byla rovněž nalezena (dnes je umístěna v Archeologickém muzeu v Adaně). Může se však také jednat o záznam o stavbě místního akvaduktu. Prokopios z Kaisareie se domníval, že most nechal postavit byzantský císař Justinián I. až v století šestém. V latině býval občas označován jako Ponte Sarus.
Most byl v průběhu staletí několikrát opravován. Po obnově v roce 742 za vlády Umajjovců byl most pojmenován arabsky jako Džisr al-Valíd podle chalífy al-Valída II. Za vlády chalífy al-Mu'tasima byl most v roce 748 ještě jednou opravován. Kromě toho prameny uvádějí další práce za abbásovských chalífů Harúna ar-Rašída a al-Ma'múna.
Po příchodu Turků jej zdědili i oni a i oni jej museli nadále opravovat. Poprvé tak učinili dle tureckých zdrojů v roce 1713 za vlády sultána Ahmeta III. Ediktem Osmana Paši, tehdejšího správce města, bylo nařízeno přestavět některé starší části stavby. Opraveny byly následně především velmi poničené oblouky mostu. Dříve se nacházely na obou stranách mostu brány, které se nicméně do současnosti nedochovaly.
Na počátku 20. století již nestačil pro potřeby rostoucí silniční dopravy a byl pravděpodobně rozšířen, v roce 1948 potom byla přestavěna vozovka. Až do roku 2007 sloužil dopravě, poté byl uzavřen a dnes slouží jen jako historická památka a turistická atrakce. Od roku 2008 je most slavnostně osvětlován. I přesto je však místem, kde občas nelegálně projíždějí motorkáři a nachází se zde nelegální stánky pro turisty.